# Antiblemma
Antiblemma is een geslacht van vlinders uit de familie van de spinneruilen (Erebidae). De wetenschappelijke naam van het geslacht is voor het eerst geldig gepubliceerd in 1823 door Jacob Hübner.
Het zijn van oorsprong Neotropische soorten.

## Soorten
- A. abas Schaus, 1914
- A. abstrusa Schaus, 1911
- A. acclinalis Hübner, 1823
- A. acron Schaus, 1914
- A. acrosema (Mabille, 1900)
- A. addana Schaus, 1911
- A. aeson Schaus, 1914
- A. agnita Druce, 1890
- A. agrestis Schaus, 1911
- A. agrotera Druce, 1890
- A. albicosta Bethune-Baker, 1911
- A. albipunctata Druce, 1900
- A. albizonea Hampson, 1924
- A. alcinoe Druce, 1890
- A. amalthea Schaus, 1911
- A. amarga Schaus, 1911
- A. andersoni Schaus, 1940
- A. anguinea Schaus, 1911
- A. anhypa Guenée, 1852
- A. anthea Schaus, 1914
- A. argyrozonea Hampson, 1926
- A. barcas Schaus, 1914
- A. barine Schaus, 1914
- A. binota Felder, 1874
- A. bira Felder, 1874
- A. bistriga Möschler, 1886
- A. boliviensis Dognin, 1912
- A. borrega Schaus, 1901
- A. brassorata Kaye, 1924
- A. brunnea Leech, 1900
- A. californica Behr, 1870
- A. caparata Kaye, 1924
- A. catenosa Guenée, 1852
- A. censura Dognin, 1912
- A. ceras Druce, 1898
- A. ceres Schaus, 1914
- A. concinnula Walker, 1865
- A. correcta Dognin, 1912
- A. chauxi Dognin, 1897
- A. chiva Schaus, 1911
- A. dentimargo Hampson, 1926
- A. deois Schaus, 1914
- A. diffinota Kaye, 1924
- A. diplogramma Hampson, 1926
- A. discobola Hampson, 1926
- A. discomaculata Brabant, 1911
- A. erythromma Hampson, 1926
- A. eschata Hampson, 1924
- A. eurytermes Hampson, 1926
- A. extima Walker, 1858
- A. fulvicentralis Hampson, 1926
- A. fulvipicta Hampson, 1926
- A. furvipars Hampson, 1926
- A. fuscireticulata Kaye, 1901
- A. gladysia Schaus, 1914
- A. glaucosia Hampson, 1926
- A. gromatica Dognin, 1912
- A. harmodia Schaus, 1901
- A. hembrilla Schaus, 1912
- A. herilis Schaus, 1913
- A. hersilea Schaus, 1912
- A. ignifera Dognin, 1912
- A. imitans Walker, 1858
- A. imitatura Walker, 1858
- A. indigna Butler, 1879
- A. inferior Warren, 1889
- A. invenusta Walker, 1865
- A. irene Guenée, 1852
- A. lacteigera Butler, 1879
- A. laranda Druce, 1890
- A. leucocyma Hampson, 1926
- A. leucomochla Hampson, 1924
- A. leucospila Walker, 1865
- A. lilacina Dognin, 1912
- A. linens Felder, 1874
- A. linula Guenée, 1852
- A. lothos Cramer, 1777
- A. luna Guenée, 1852
- A. marita Schaus, 1901

- A. melanoides Möschler, 1880
- A. melanosemata Hampson, 1926
- A. memoranda Schaus, 1911
- A. mundicola Walker, 1865
- A. nannodes Hampson, 1926
- A. neptis Stoll, 1779
- A. nigerrimasigna Strand, 1920
- A. nitidaria Stoll, 1781
- A. notiaphila Butler, 1879
- A. octalis Hübner, 1823
- A. ochrilineata Dognin, 1912
- A. ochrozonea Hampson, 1926
- A. odontozona Hampson, 1926
- A. orbiculata Felder, 1874
- A. palindica Schaus, 1901
- A. patifaciens Walker, 1858
- A. penelope Schaus, 1911
- A. perornata Schaus, 1911
- A. peruda Schaus, 1911
- A. phaedra Schaus, 1914
- A. phoenicopyra Hampson, 1926
- A. pobra Dognin, 1897
- A. polyodon Hampson, 1926
- A. porphyrota Hampson, 1926
- A. prisca Möschler, 1890
- A. prospera Walker, 1858
- A. punctistriga Herrich-Schäffer, 1870
- A. purpuripicia Hampson, 1926
- A. pyralicolor Guenée, 1852
- A. quarima Schaus, 1901
- A. restricta Brabant, 1911
- A. rhoda Druce, 1898
- A. rotundifera Walker, 1858
- A. rubida Schaus, 1911
- A. rubrilinea Schaus, 1911
- A. rufinans Guenée, 1852
- A. senilis Butler, 1879
- A. solina Stoll, 1790
- A. spectanda Möschler, 1880
- A. stelligera Schaus, 1901
- A. sterope Stoll, 1780
- A. stictogyna Hampson, 1926
- A. strigatula Hampson, 1926
- A. strigilla Guenée, 1852
- A. subrutilans Walker, 1858
- A. sufficiens Walker, 1858
- A. terrigena Dognin, 1912
- A. trepidula Dognin, 1912
- A. trogocycla Hampson, 1926
- A. trova Dognin, 1897
- A. tuisa Schaus, 1911
- A. turbata Butler, 1879
- A. tuva Schaus, 1911
- A. undilla Schaus, 1901
- A. vacca Schaus, 1901
- A. virginea Schaus, 1906